# Championnat du Japon de football de troisième division 2018
Navigation
J3 League 2017 J3 League 2019
Le Championnat du Japon de football de troisième division 2018 est la vingt-deuxième saison du troisième niveau du football japonais et la 5e édition de la J3 League. Le championnat débute le 9 mars 2018 et s'achève le 2 décembre 2018.
Les deux meilleurs du championnat sont promus en J2 League.

## Les clubs participants
Les équipes classées de la 3e à la 17e place de la J3 League 2017 et l'équipe classée 22e de J2 League 2017 participent à la compétition.
| Club                | Dernière montée | Ville      | Classement 2017 | Entraîneur          | Depuis | Stade                                 | Capacité | Nombre de saisons |
| ------------------- | --------------- | ---------- | --------------- | ------------------- | ------ | ------------------------------------- | -------- | ----------------- |
| Thespakusatsu Gunma | 2018            | Kusatsu    | 22e             | Keiichiro Nuno      | 2018   | Shoda Shoyu Stadium Gunma             | 15 253   | 1                 |
| Blaublitz Akita     | -               | Akita      | 1er             | Shuichi Mase        | 2018   | Akigin Stadium                        | 4 992    | 4                 |
| Azul Claro Numazu   | 2017            | Numazu     | 3e              | Ken Yoshida         | 2015   | Ashitaka Park Stadium                 | 10 000   | 1                 |
| Kagoshima United    | 2016            | Kagoshima  | 4e              | Yasutoshi Miura     | 2017   | Shiranami Stadium                     | 19 934   | 2                 |
| AC Nagano Parceiro  | -               | Nagano     | 5e              | Yuji Sakakura       | 2018   | Minami Nagano Sports Park Stadium     | 15 515   | 4                 |
| FC Ryūkyū           | -               | Okinawa    | 6e              | Kim Jong-song       | 2016   | Okinawa General Athletic Stadium      | 25 000   | 4                 |
| Fujieda MYFC        | -               | Fujieda    | 7e              | Nobuhiro Ishizaki   | 2018   | Fujieda Soccer Stadium                | 13 000   | 4                 |
| Kataller Toyama     | 2015            | Toyama     | 8e              | Ryo Adachi          | 2018   | Toyama Stadium                        | 28 494   | 3                 |
| Giravanz Kitakyushu | 2017            | Kitakyūshū | 9e              | Tetsuji Hashiratani | 2018   | Mikuni World Stadium                  | 15 300   | 1                 |
| Fukushima United    | -               | Fukushima  | 10e             | Kazuaki Tasaka      | 2017   | Toho Stadium                          | 21 000   | 4                 |
| FC Tokyo U-23       | -               | Tokyo      | 11e             | Takayoshi Amma      | 2018   | Ajinomoto Field Nishigaoka            | 7 258    | 2                 |
| SC Sagamihara       | -               | Sagamihara | 12e             | Takayuki Nishigaya  | 2018   | Sagamihara Gion Stadium               | 15 300   | 4                 |
| Cerezo Osaka U-23   | -               | Osaka      | 13e             | Yuji Okuma          | 2016   | Stade Nagai                           | 50 000   | 2                 |
| YSCC Yokohama       | -               | Yokohama   | 14e             | Yasuhiro Higuchi    | 2016   | NHK Spring Mitsuzawa Football Stadium | 15 454   | 4                 |
| Grulla Morioka      | 2014            | Morioka    | 15e             | Toshimi Kikuchi     | 2017   | Iwagin Stadium                        | 4 946    | 4                 |
| Gamba Osaka U-23    | -               | Suita      | 16e             | Noritada Saneyoshi  | 2018   | Stade de football de Suita            | 40 000   | 2                 |
| Gainare Tottori     | 2014            | Yonago     | 17e             | Daisuke Sudo        | 2018   | Torigin Bird Stadium                  | 16 033   | 4                 |

- Relégué de la J2 League 2017

### Localisation des clubs
| \| Clubs du Grand Tokyo · SC Sagamihara (Kanagawa) · YSCC Yokohama (Kanagawa) · FC Tokyo U-23 (Tokyo) · Thespakusatsu Gunma (Gunma) Grand Tokyo Gainare Tottori Blaublitz Akita Fujieda MYFC Fukushima United Kataller Toyama AC Nagano Parceiro FC Ryukyu Grulla Morioka Giravanz Kitakyushu Gamba Osaka U-23 Cerezo Osaka U-23 Kagoshima United Azul Claro Numazu \| Localisation des clubs engagés dans le championnat. |
| Clubs du Grand Tokyo · SC Sagamihara (Kanagawa) · YSCC Yokohama (Kanagawa) · FC Tokyo U-23 (Tokyo) · Thespakusatsu Gunma (Gunma) Grand Tokyo Gainare Tottori Blaublitz Akita Fujieda MYFC Fukushima United Kataller Toyama AC Nagano Parceiro FC Ryukyu Grulla Morioka Giravanz Kitakyushu Gamba Osaka U-23 Cerezo Osaka U-23 Kagoshima United Azul Claro Numazu                                                           |

| Clubs du Grand Tokyo · SC Sagamihara (Kanagawa) · YSCC Yokohama (Kanagawa) · FC Tokyo U-23 (Tokyo) · Thespakusatsu Gunma (Gunma) Grand Tokyo Gainare Tottori Blaublitz Akita Fujieda MYFC Fukushima United Kataller Toyama AC Nagano Parceiro FC Ryukyu Grulla Morioka Giravanz Kitakyushu Gamba Osaka U-23 Cerezo Osaka U-23 Kagoshima United Azul Claro Numazu |

## Compétition

### Classement
Source : CLASSEMENT J3 LEAGUE 2018 sur transfermarkt.fr
| Rang | Équipe                | Pts | J  | G  | N  | P  | Bp | Bc | Diff |
| ---- | --------------------- | --- | -- | -- | -- | -- | -- | -- | ---- |
| 1    | FC Ryukyu             | 66  | 32 | 20 | 6  | 6  | 70 | 40 | +30  |
| 2    | Kagoshima United      | 57  | 32 | 16 | 9  | 7  | 46 | 35 | +11  |
| 3    | Gainare Tottori       | 53  | 32 | 15 | 8  | 9  | 61 | 47 | +14  |
| 4    | Azul Claro Numazu     | 52  | 32 | 14 | 10 | 8  | 40 | 29 | +11  |
| 5    | Thespakusatsu Gunma R | 52  | 32 | 15 | 7  | 10 | 37 | 35 | +2   |
| 6    | Gamba Osaka U-23      | 47  | 32 | 13 | 8  | 11 | 53 | 43 | +10  |
| 7    | Cerezo Osaka U-23     | 46  | 32 | 13 | 7  | 12 | 47 | 36 | +11  |
| 8    | Blaublitz Akita T     | 43  | 32 | 12 | 7  | 13 | 37 | 35 | +2   |
| 9    | SC Sagamihara         | 42  | 32 | 12 | 6  | 14 | 42 | 53 | -11  |
| 10   | AC Nagano Parceiro    | 41  | 32 | 10 | 11 | 11 | 39 | 37 | +2   |
| 11   | Kataller Toyama       | 41  | 32 | 12 | 5  | 15 | 41 | 50 | -9   |
| 12   | Fukushima United      | 40  | 32 | 9  | 13 | 10 | 36 | 43 | -7   |
| 13   | Grulla Morioka        | 40  | 32 | 9  | 13 | 10 | 36 | 43 | -7   |
| 14   | FC Tokyo U-23         | 36  | 32 | 10 | 6  | 16 | 38 | 45 | -7   |
| 15   | YSCC Yokohama         | 34  | 32 | 8  | 10 | 14 | 40 | 48 | -8   |
| 16   | Fujieda MYFC          | 34  | 32 | 10 | 4  | 18 | 32 | 48 | -16  |
| 17   | Giravanz Kitakyushu   | 27  | 32 | 6  | 9  | 17 | 22 | 42 | -20  |

|  | Promu en J2 League 2019       |
|  | R : Relégué de J2 League 2017 |

## Statistiques

### Meilleurs buteurs
|                    | Buteur          | Club                | Buts | MJ |
| ------------------ | --------------- | ------------------- | ---- | -- |
| Médaille d'or      | Leonardo        | Gainare Tottori     | 24   | 31 |
| Médaille d'argent  | João Gabriel    | SC Sagamihara       | 17   | 30 |
| Médaille de bronze | Kazaki Nakagawa | FC Ryukyu           | 16   | 32 |
| 4                  | Yuta Togashi    | FC Ryukyu           | 16   | 23 |
| 5                  | Kaito Taniguchi | Grulla Morioka      | 15   | 23 |
| 6                  | Rei Yonezawa    | Cerezo Osaka U-23   | 12   | 28 |
| 7                  | Yu Tomidokoro   | FC Ryukyu           | 10   | 29 |
| 8                  | Koki Oshima     | Thespakusatsu Gunma | 10   | 29 |
| 9                  | Fernandinho     | Gainare Tottori     | 9    | 31 |
| 10                 | Kiichi Yajima   | FC Tokyo U-23       | 9    | 22 |